# Pla de Santa Margarida
El Pla de Santa Margarida és un conjunt de camps de conreu del municipi de Cabrera de Mar, al Maresme, amb unes masies disseminades. Està limitat per la costa, la N-II i l'autopista C-32 i pel torrent de Meniu i la riera d'Agell.